# بیانوئبا د گرماس
بیانوئبا د گرماس (به اسپانیایی: Villanueva de Gormaz) یک دهستان در اسپانیا است که در استان سریا واقع شده‌است.

## خصوصیات
بیانوئبا د گرماس ۲۱ کیلومترمربع مساحت و ۲۳ نفر جمعیت دارد.